# 全国看護高等学校長協会
全国看護高等学校長協会（ぜんこくかんごこうとうがっこうちょうきょうかい）は、福島県に本部を置く、看護関係（衛生等を含む）の学科を置く高等学校の校長、教育機関の代表者等の団体である。

## 概要
- 目的：看護教育に関する調査研究、振興
- 事務局所在地：福島県会津若松市鶴賀町1-5